# Cantonul Rieupeyroux
Cantonul Rieupeyroux este un canton din arondismentul Villefranche-de-Rouergue, departamentul Aveyron, regiunea Midi-Pyrénées, Franța.

## Comune
- La Bastide-l'Évêque
- La Capelle-Bleys
- Prévinquières
- Rieupeyroux (reședință)
- Saint-Salvadou
- Vabre-Tizac